# Timema
Timema là một chi bọ que có cơ thể tương đối ngắn bản địa vùng Tây Hoa Kỳ. Chi này được mô tả lần đầu bởi Samuel Hubbard Scudder năm 1895, dựa trên việc quan sát loài Timema californicum.
So sánh với các chi bọ que khác (thuộc bộ Phasmatodea), chi Timema được xem là cơ bản; nghĩa là, chúng là "nhánh" cổ nhất tách ra từ bộ Phasmatodea. Để nhấn mạnh sự khác biệt này, tất cả bọ que nằm ngoài Timema đôi khi được mô tả bằng thuật ngữ "Euphasmatodea."
Năm trong số hai mươi mốt loài của Timema có khả năng trinh sản (sinh sản đơn tính), trong đó có hai loài đã không cần giao phối trong một triệu năm, đây là hai loài côn trùng có thời kỳ vô tính lâu nhất được biết đến.

## Mô tả

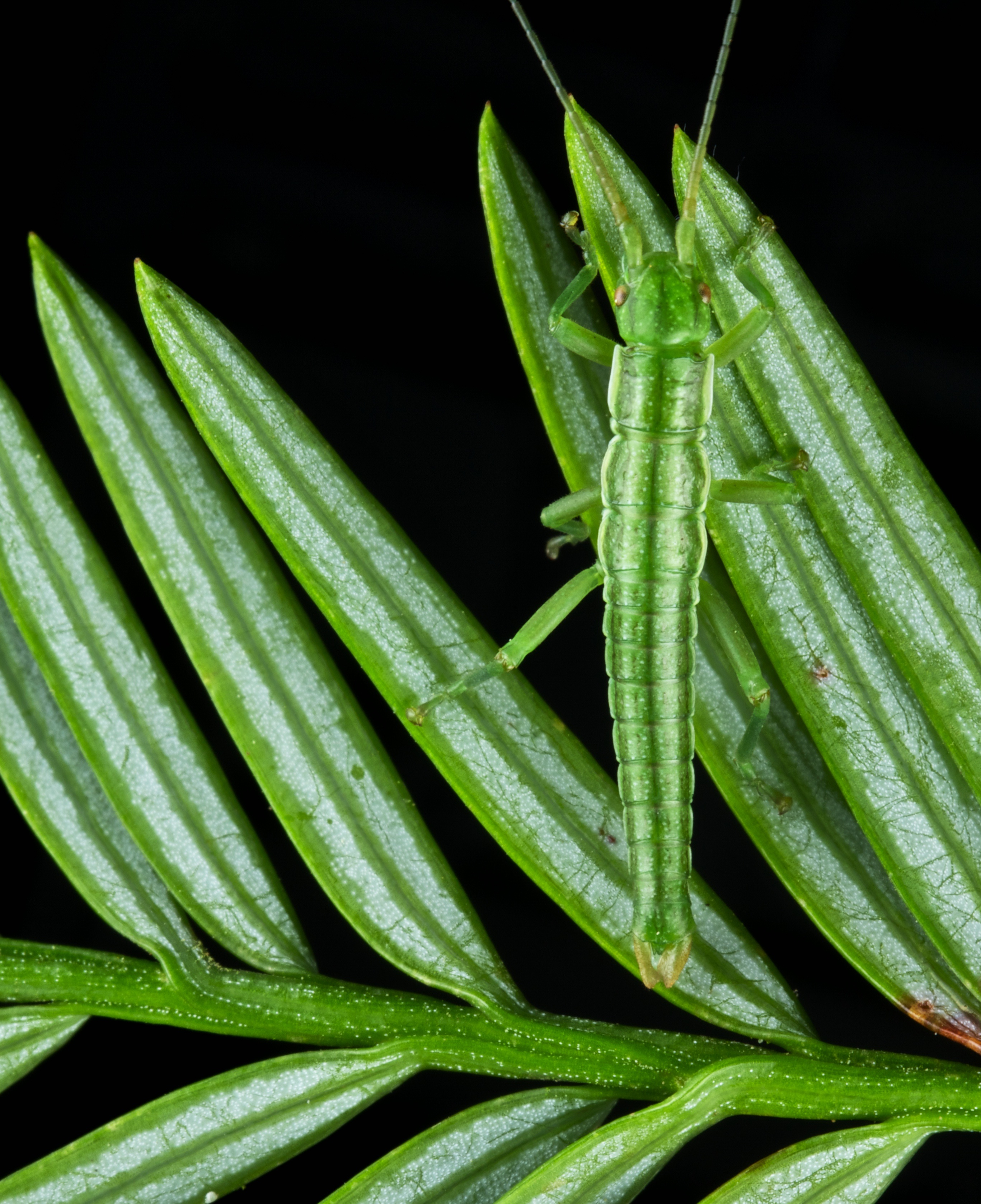
Timema poppensis ngụy trang trên cây chủ của nó là Sequoia sempervirens (thông gỗ đỏ)

Chân Timema có ba đốt khác với phần còn lại của Phasmatodea chân có năm đốt. Chúng còn có cơ thể tương đối ngắn, chắc mập, và có thể hơi giống bọ sâu tai (bộ Dermaptera).

## Môi trường sống

Timema cf. californicum từ dãy núi Santa Lucia của California.

Phạm vi địa lý của Timema bị giới hạn trong vùng núi miền tây Bắc Mỹ nằm giữa 30° và 42° Bắc. Chúng sống chủ yếu ở California, cũng như ở một số bang lân cận (Oregon, Nevada, Arizona) và miền Bắc Mexico. Tất cả đều ăn thực vật, chủ yếu ăn các loài cây chủ ở Chaparral.
Cây chủ khác nhau của các loài Timema gồm Pseudotsuga menziesii (Linh sam Douglas), Sequoia sempervirens (thông gỗ đỏ Californian), Arctostaphylos spp., Ceanothus spp., Adenostoma fasciculatum, Abies concolor (lãnh sam trắng), Quercus spp. (sồi), Heteromeles arbutifolia, Cercocarpus spp. (cây dái ngựa núi), Eriogonum sp., và Juniperus spp..

## Phát sinh loài
Cây phát sinh loài của chi Timema (Law & Crespi, 2002). Loài với dấu ♀ có thể trinh sản (chỉ với con cái).

|  | Timema poppensis    |
|  |                     |
|  | Timema californicum |
|  |                     |
|  | Timema douglasi ♀   |
|  |                     |
|  | Timema shepardi ♀   |
|  |                     |
|  | Timema knulli       |
|  |                     |
|  | Timema petita       |
|  |                     |
|  | Timema landelsensis |
|  |                     |

|  | Timema cristinae    |
|  |                     |
|  | Timema monikensis ♀ |
|  |                     |

|  | Timema poppensis    |
|  |                     |
|  | Timema californicum |
|  |                     |
|  | Timema douglasi ♀   |
|  |                     |
|  | Timema shepardi ♀   |
|  |                     |
|  | Timema knulli       |
|  |                     |
|  | Timema petita       |
|  |                     |
|  | Timema landelsensis |
|  |                     |

|  | Timema cristinae    |
|  |                     |
|  | Timema monikensis ♀ |
|  |                     |

| Nhánh miền nam | \| \| Timema podura \| \| \| \| \| \| Timema genevieve ♀ \| \| \| \| \| \| Timema bartmani \| \| \| \| \| \| Timema tahoe ♀ \| \| \| \| |
|                | \| \| Timema podura \| \| \| \| \| \| Timema genevieve ♀ \| \| \| \| \| \| Timema bartmani \| \| \| \| \| \| Timema tahoe ♀ \| \| \| \| |
|                | Timema boharti |
|                | |
|                | Timema podura |
|                | |
|                | Timema genevieve ♀ |
|                | |
|                | Timema bartmani |
|                | |
|                | Timema tahoe ♀ |
|                | |

|  | Timema podura      |
|  |                    |
|  | Timema genevieve ♀ |
|  |                    |
|  | Timema bartmani    |
|  |                    |
|  | Timema tahoe ♀     |
|  |                    |

|  | Timema dorothea |
|  |                 |
|  | Timema ritensis |
|  |                 |

|  | Timema poppensis    |
|  |                     |
|  | Timema californicum |
|  |                     |
|  | Timema douglasi ♀   |
|  |                     |
|  | Timema shepardi ♀   |
|  |                     |
|  | Timema knulli       |
|  |                     |
|  | Timema petita       |
|  |                     |
|  | Timema landelsensis |
|  |                     |

|  | Timema cristinae    |
|  |                     |
|  | Timema monikensis ♀ |
|  |                     |

|  | Timema poppensis    |
|  |                     |
|  | Timema californicum |
|  |                     |
|  | Timema douglasi ♀   |
|  |                     |
|  | Timema shepardi ♀   |
|  |                     |
|  | Timema knulli       |
|  |                     |
|  | Timema petita       |
|  |                     |
|  | Timema landelsensis |
|  |                     |

|  | Timema cristinae    |
|  |                     |
|  | Timema monikensis ♀ |
|  |                     |

| Nhánh miền nam | \| \| Timema podura \| \| \| \| \| \| Timema genevieve ♀ \| \| \| \| \| \| Timema bartmani \| \| \| \| \| \| Timema tahoe ♀ \| \| \| \| |
|                | \| \| Timema podura \| \| \| \| \| \| Timema genevieve ♀ \| \| \| \| \| \| Timema bartmani \| \| \| \| \| \| Timema tahoe ♀ \| \| \| \| |
|                | Timema boharti |
|                | |
|                | Timema podura |
|                | |
|                | Timema genevieve ♀ |
|                | |
|                | Timema bartmani |
|                | |
|                | Timema tahoe ♀ |
|                | |

|  | Timema podura      |
|  |                    |
|  | Timema genevieve ♀ |
|  |                    |
|  | Timema bartmani    |
|  |                    |
|  | Timema tahoe ♀     |
|  |                    |

|  | Timema dorothea |
|  |                 |
|  | Timema ritensis |
|  |                 |

## Phân loại
Timema là chi duy nhất của họ Timematidae và phân bộ Timematodea. Nhánh của chúng được xem là cơ bản so với phần còn lại của bộ Phasmatodea; vì nhiều nhà khoa học tin rằng bọ que kiểu Timema đại diện cho "nhánh" cổ nhất đã tách ra từ bộ Phasmatodea. "Euphasmatodea" là tên được đặt cho tất cả các nhánh của bộ Phasmatodea nằm ngoài phân bộ Timematodea (chứa Timema).
Hai mươi mốt loài đã được mô tả; thêm vào đó còn một loài chưa được mô tả tồn tại:
- Timema bartmani
- Timema boharti
- Timema californicum
- Timema chumash
- Timema coffmani
- Timema cristinae
- Timema dorotheae
- Timema douglasi
- Timema genevieve
- Timema knulli
- Timema landelsensis
- Timema monikensis
- Timema morongensis
- Timema nakipa
- Timema nevadense
- Timema petita
- Timema podura
- Timema poppensis
- Timema ritensis
- Timema shepardi
- Timema tahoe
- Timema sp. nov. trên thông Limber